# Holger Braunschweig

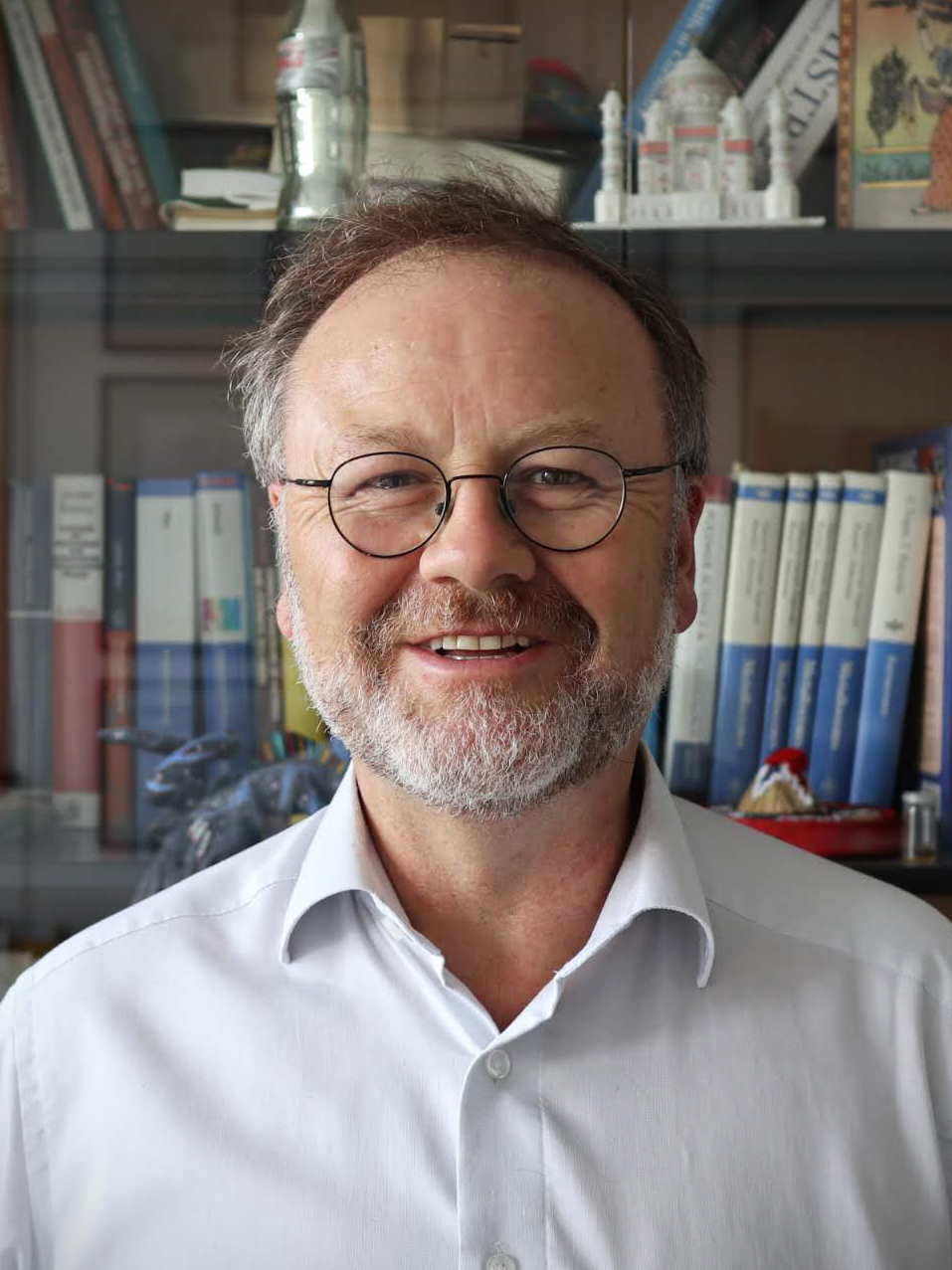
H. Braunschweig 2018

Holger Christoph Braunschweig  (* 2. November 1961 in Aachen) ist ein deutscher Chemiker und Professor für Anorganische Chemie an der Julius-Maximilians-Universität Würzburg.
Braunschweig studierte ab 1983 an der RWTH Aachen Chemie mit dem Diplom 1988 und promovierte dort 1990 bei Peter Paetzold mit dem Thema Reaktionen von Iminoboranen mit Carben-Komplexen des Tantals. Als Post-Doktorand war er bis 1992 an der University of Sussex in Brighton. 1998 habilitierte er sich in Aachen, war dort danach Oberassistent und war ab 2000 Senior Lecturer und Reader am Imperial College London, bevor er 2002 Professor in Würzburg wurde. Dort war er 2005 bis 2009 Prodekan und Dekan der Fakultät für Chemie und Pharmazie.
Er ist bekannt für Forschungen zu Verbindungen von Übergangsmetallen mit Hauptgruppenelementen, speziell von Bor (das für komplizierte Bindungsverhältnisse bekannt ist, die oft keine Parallelen bei anderen Elementen haben), und zu metallorganischen Polymeren. Er synthetisierte auf diesem Gebiet neuartige Verbindungen, klärt die elektronische Struktur der Verbindungen auf und sucht nach neuen Katalysatoren. Bei den Übergangsmetallkomplexen des Bor befasste er sich besonders mit Borylen-Komplexen (mit einer Doppelbindung zwischen dem Metall und Bor). Er entdeckte bis dahin unbekannte Mehrfachbindungen von Bor wie zum Beispiel bei Verbindungen zwischen Bor und Sauerstoff und der Bor-Bor-Dreifachbindung.
1991 erhielt er die Borchers-Plakette der RWTH Aachen. 2001 wurde er Fellow der Royal Society of Chemistry. 2008 wurde er Mitglied der Bayerischen Akademie der Wissenschaften und 2009 der Leopoldina. Seit 2015 ist er korrespondierendes Mitglied der Nordrhein-Westfälischen Akademie der Wissenschaften. 2009 erhielt er den Gottfried-Wilhelm-Leibniz-Preis, 2011 und 2015 folgten Advanced Grants des ERC. 2016 erhielt er den Alfred-Stock-Gedächtnispreis.
2006 bis 2009 war er Redaktionsbeirat der Zeitschrift Organometallics.

## Schriften (Auswahl)
- H. Braunschweig: Übergangsmetallkomplexe des Bors – neue Erkenntnisse und neuartige Koordinationstypen, Angewandte Chemie, Band 118, 2006, S. 5380
- N. Arnold, H. Braunschweig, R. D. Dewhurst, W. C. Ewing: Unprecedented Borane, Diborane(3), Diborene and Borylene Ligands via Pt-Mediated Borane Dehydrogenation, J. Am. Chem. Soc., Band 138, 2016, S. 76–79.
- H. Braunschweig, W. C. Ewing, S. Ghosh, T. Kramer, J. D. Mattock, S. Östreicher, A. Vargas, C. Werner: Trimetallaborides as starting points for the syntheses of large metal-rich molecular borides and clusters, Chem. Sci., Band 7,  2016, S. 109–116
- H. Braunschweig, R. D. Dewhurst, F. Hupp, M. Nutz, K. Radacki, C. W. Tate, A. Vargas, Q. Ye: Multiple complexation of CO and related ligands to a main-group element, Nature, Band 522, 2015, S. 327–330.
- T. Kupfer, H. Braunschweig, K. Radacki: The Triboracyclopropenyl Dianion: The Lightest Possible Main-Group-Element Hückel π Aromatic, Angew. Chem., Band 127, 2015, S. 15299–15303 (Angew. Chem. Int. Ed., Band 54, 2015, 15084–15088)
- R. Bertermann, H. Braunschweig, P. Constantinidis, T. Dellermann, R. D. Dewhurst, W. C. Ewing, I. Fischer, T. Kramer, J. Mies, A. K. Phukan, A. Vargas: Exclusive π Encapsulation of Light Alkali Metal Cations by a Neutral Molecule, Angew. Chem., Band 127, 2015, S. 13282–13286